# Petra Martić
Petra Martić (Split, 19. siječnja 1991.) hrvatska je tenisačica. Najbolji rezultat juniorske karijere joj je četvrtfinale juniorskog US Opena, koji je ostvarila 2006. godine. Godine 2008. osvojila je Zagreb Ladies Open. Igrala je 4 WTA finala, uz jednu osvojenu titulu u Istanbulu. Plasman karijere joj 15. mjesto na WTA ljestvici ostvaren u listopadu 2019. godine.

## WTA karijera

### Pojedinačno: 4 (1:3)
| Legenda (prije/poslije 2009.)                |
| -------------------------------------------- |
| Grand Slam turniri (0:0)                     |
| WTA Tour Championships (0:0)                 |
| Tier I / Premier Mandatory & Premier 5 (0:0) |
| Tier II / Premier (0:0)                      |
| Tier III, IV & V / International (0:2)       |

| Ishod   | Rb. | Nadnevak          | Turnir                 | Podloga | Suparnica            | Rezultat            |
| ------- | --- | ----------------- | ---------------------- | ------- | -------------------- | ------------------- |
| Poraz   | 1.  | 4. ožujka 2012.   | Kuala Lumpur, Malezija | tvrda   | Hsieh Su-wei         | 6:2, 5:7, 1:4 pred. |
| Poraz   | 2.  | 22. srpnja 2018.  | Bukurešt, Rumunjska    | zemlja  | Anastasija Sevastova | (4)6:7, 2:6         |
| Pobjeda | 3.  | 28. travnja 2019. | Istanbul, Turska       | zemlja  | Marketa Vondrousova  | 1:6, 6:4, 6:1       |
| Poraz   | 4.  | 15. rujna 2019.   | Zhengzhou, Kina        | tvrda   | Karolina Pliškova    | 3:6, 2.6            |

### Parovi: 3 (0:3)
| Legenda: Prije 2009.   | Legenda: Od 2009.     |
| ---------------------- | --------------------- |
| Grand Slam turniri (0) |                       |
| WTA Championships (0)  |                       |
| Tier I (0:0)           | Premier Mandatory (0) |
| Tier II (0:0)          | Premier 5 (0)         |
| Tier III (0:0)         | Premier (0:1)         |
| Tier IV & V (0:0)      | International (0:3)   |

| Ishod | Rb. | Datum             | Turnir                | Podloga         | Suigračica          | Finalistice               | Rezultat            |
| Poraz | 1.  | 12. veljače 2012. | Pariz, Francuska      | tvrda (dvorana) | Anna-Lena Grönefeld | Liezel Huber Lisa Raymond | 6:7(3), 1:6         |
| Poraz | 2.  | 17. lipnja 2012.  | Bad Gastein, Austrija | zemlja          | Anna-Lena Grönefeld | Jill Craybas Julia Görges | 7:6(4), 4:6, [9-11] |
| Poraz | 3.  | 28. travnja 2013. | Marrakech, Maroko     | zemlja          | Kristina Mladenović | Timea Babos Mandy Minella | 3:6, 1:6            |

## Rezultati na Grand Slam turnirima
| Grand Slam      | 2009. | 2010. | 2011. | 2012. | 2013. | 2014. | 2015. | 2016. | 2017. | 2018. | 2019. |
| --------------- | ----- | ----- | ----- | ----- | ----- | ----- | ----- | ----- | ----- | ----- | ----- |
| Australian Open | -     | 1k    | 2k    | 1k    | 1k    | 1k    | 1k    | -     | -     | 4k    | 3k    |
| Roland Garros   | 2k    | 1k    | -     | 4k    | 1k    | 1k    | 1k    | -     | 4k    | 2k    | 1/4F  |
| Wimbledon       | -     | 2k    | 2k    | 1k    | 3k    | 1k    | -     | -     | 4k    | 1k    | 4k    |
| US Open         | 2k    | 1k    | 2k    | 1k    | -     | -     | -     | -     | 1k    | 1k    | 4k    |

## Plasman na WTA ljestvici na kraju sezone
| 2007. | 2008. | 2009. | 2010. | 2011. | 2012. | 2013. | 2014. | 2015. | 2016. | 2017. | 2018. | 2019. |
| ----- | ----- | ----- | ----- | ----- | ----- | ----- | ----- | ----- | ----- | ----- | ----- | ----- |
| 325.  | 214.  | 84.   | 144.  | 49.   | 59.   | 116.  | 179.  | 144.  | 264.  | 89.   | 32.   | 15.   |

## Top 10 pobjede
| Sezona  | 2012. | 2018 | 2019. | Ukupno |
| Pobjede | 2     | 1    | 1     | 4      |

| #     | Igračica          | Rang | Turnir                              | Podloga | Kolo   | Rezultat      | PMR |
| ----- | ----------------- | ---- | ----------------------------------- | ------- | ------ | ------------- | --- |
| 2012  |                   |      |                                     |         |        |               |     |
| 1.    | Marion Bartoli    | 8.   | Roland Garros, Pariz, Francuska     | Zemlja  | 2.kolo | 6–2, 3–6, 6–3 | 50. |
| 2.    | Petra Kvitová     | 5.   | Pan Pacific Open, Tokio, Japan      | Tvrda   | 2.kolo | 6–4, 6-4      | 73. |
| 2018  |                   |      |                                     |         |        |               |     |
| 3.    | Jeļena Ostapenko  | 6.   | BNP Paribas Open, Indian Wells, SAD | Tvrda   | 3.kolo | 6–3, 6–3      | 51. |
| 2019. |                   |      |                                     |         |        |               |     |
| 4.    | Karolina Pliškova | 2.   | Roland Garros, Pariz, Francuska     | Zemlja  | 3.kolo | 6-3, 6-3      | 31. |

## Vanjske poveznice
- Profil na stranici WTA Toura (engl.)